# 胆色素原
胆色素原（英語：Porphobilinogen，亦称为卟胆原，简称为PBG）是一种作为卟啉(Porphyrin)生物合成中间体的吡咯(Pyrrole)衍生物，而卟啉(Porphyrin)為合成血基質的原料之一。
由两分子δ-氨基乙酰丙酸(下圖dALA) 在胆色素原合成酶(又稱下圖之ALA  dehydratase，圖上ALA  dehydrogenase為誤植)催化下缩合、环化而成。

而后4分子胆色素原在胆色素原脱氨酶（下圖右側 PB deaminase）催化下，将脱去侧链上的氨基，缩聚为含有4个吡咯(Pyrrole)环的羥甲基胆素。(見下圖右側 Hydroxymethyl bilane)

在急性間歇性紫質症患者之尿液中，胆色素原會有增加的情況。

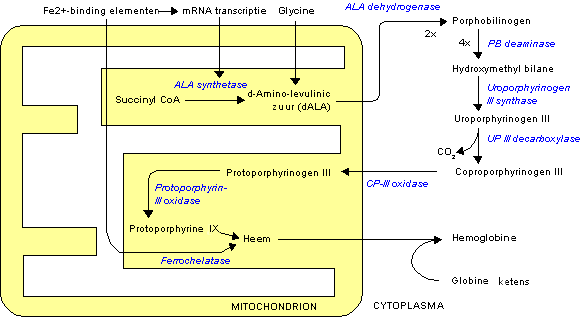
血紅素合成

1. ↑  Anderson, Karl E.; Bloomer, Joseph R.; Bonkovsky, Herbert L.; Kushner, James P.; Pierach, Claus A.; Pimstone, Neville R.; Desnick, Robert J. . Annals of Internal Medicine. 2005-03-15, 142 (6): 439–450  [2016-09-02]. ISSN 1539-3704. PMID 15767622. （原始内容存档于2019-08-13）.